# Rent-A-Center
 (mars 2023).
Rent-A-Center est une entreprise américaine spécialisée dans la location de meuble et de matériel audiovisuel.

## Histoire
En décembre 2020, Rent-A-Center annonce l'acquisition d'Acima Holdings, entreprise opérant dans le même secteur de la location de biens, pour 1,65 milliard de dollars.